# Edwin Valentijn
Edwin Auguste Valentijn (Voorburg, 1952) is een Nederlandse sterrenkundige, werkzaam op het Kapteyn Instituut, RijksUniversiteit Groningen. Sinds december 2005 is hij bijzonder hoogleraar aan het Kapteyn Astronomisch Instituut van de Rijksuniversiteit Groningen. Tevens is hij Founder en werkzaam als nationaal projectmanager van de Euclid satelliet. Zijn expertise is op het gebied van informatietechnologie in de sterrenkunde en publiek-private samenwerkingen. Zijn onderzoekt richt zich op het begrijpen van de aard van donkere energie en donkere materie.
Valentijn initieerde het Digitale Dome planetarium theater Infoversum in Groningen, wat tegenwoordig voortgezet is in DOT onder de naam DOTliveplanetarium. Valentijn is creative director van DOTliveplanetarium en producent.
In 2021 publiceerde Valentijn het boek Powers of Two - the Information Universe, naar eigen zeggen: een joy-ride through the universe, in vitro (in onze computers) en in vivo (in nature).

## Loopbaan
Valentijn promoveerde in 1978 aan de Universiteit Leiden, onder begeleiding van Harry van der Laan. Vervolgens werkte hij voor ESO in Geneve (1979-1980) en Munchen (1980-1984), het Kapteyn Instituut- La Palma (1984-1988), SRON en ESA. Vanaf 1998 is hij werkzaam bij het Kapteyn Astronomisch Instituut - Groningen.
In Leiden werkte Valentijn met Walter Jaffe aan de Westerbork lage frequentie radio images (610MHz) van clusters van sterrenstelsels zoals de Coma en de Hercules cluster leidend tot de eerste kaart van een radio halo in de Coma Cluster (1978), de notie van supercluster structuren en de rol van heet gas in het heelal. Valentijn was betrokken in de Einstein X-ray satelliet die voor het eerst X-ray haloes rond massieve sterrenstelsels in kaart bracht.
Bij de ESO richtte Valentijn zich op beeldverwerking van de eerste optische digitale imagers en was betrokken in de commissioning van de McMullan beeldversterker op ESO's 3.6 meter telescoop. Valentijn leidde bij de ESO twee werkgroepen gericht op de eerste ontwikkeling van ESO's MIDAS beeldverwerking systemen.
In La Palma (1984-1988) was Valentijn als resident astronomer betrokken bij de oprichting en commissioning van een geheel nieuwe sterrenwacht. Metingen van de onderlinge snelheden van de componenten van dumbell sterrenstelsels leidde tot de bevestiging van de aanwezigheid van donkere materie op schalen van 50-100kpc, een domein tussen die van hele clusters van sterrenstelsels en de rotatie van spiraal stelsels.
Met Andris Lauberts publiceerde hij de eerste digitale images catalogus met 32.000 beelden: The surface photometry catalogue of the ESO-Uppsala galaxies. Garching bei München, 1989. Dit werk leidde tot Valentijn's paper in Nature "Opaque spiral galaxies" 1990 wat veel aandacht trok.
Bij SRON- Groningen (1990-1998) werkte Valentijn aan de kalibratie en informatie systemen voor ESA's Infared Space Observatory (ISO). Tegen de verwachting in lukte het om met de Short Wave Spectrometer van ISO voor het eerst relatief koud moleculair waterstof gas H2 (~100K) te detecteren in sterrenstelsels, zoals NGC 891. Tot op heden is dit nog een zeer moeilijk toegankelijk component en is de hoeveelheid moleculair H2 gas in het heelal onzeker.
Valentijn was nauw betrokken bij de bouw van de OmegaCAM camera op ESO's VLT Survey telescoop en is oprichter van het datacentrum OmegaCEN (2002; ondersteund door de NOVA), Astro-WISE (2001), Target Corporation (2008), Target Holding bv (2009), Intrinfo (2009), Stichting Infoversum (2012), Infoversum Producties bv (2012), the Information Universe Conference series (2008, 2015, 2018, 2019, 2022) en het Target Fieldlab (2017).
Sinds december 2005 is hij bijzonder hoogleraar aan het Kapteyn Astronomisch Instituut van de Rijksuniversiteit Groningen. Tevens is hij Founder en werkzaam als nationaal projectmanager van de Euclid satelliet. Zijn expertise is op het gebied van informatietechnologie in de sterrenkunde en publiek-private samenwerkingen. Hij onderzoekt met name donkere energie en donkere materie.
Valentijn initieerde het Digitale Dome planetarium theater Infoversum in Groningen, wat tegenwoordig voortgezet is in DOT onder de naam DOTliveplanetarium. Valentijn is creative director van DOTliveplanetarium en producent.
In 2021 publiceerde Valentijn het boek Powers of Two - the Information Universe, naar eigen zeggen: een "joy-ride through the universe, in vitro (in onze computers) en in vivo (in nature)".

## Boeken
- Radio investigations of clusters of galaxies. A study of radio luminosity functions, wide-angle head-tailed radio galaxies and cluster radio haloes with the Westerbork syntheses radio telescope. Leiden, 1978 (proefschrift).
- The surface photometry catalogue of the ESO-Uppsala galaxies. A. Lauberts, E.A. Valentijn ESO-Garching bei München, 1989.
- Special Edition Experimental Astronomy Vol 35, Astro-WISE, Edts A. Belikov, E.A. Valentijn, Springer, 2013
- Powers of Two- The Information Universe, Springer2021

## Producties
- Kralingen, Holland PopFestival, 3 LongPlay records, Birds, Pink Floyd, Jefferson Airplane, Santana and more, Rotterdam, 1970
- Astro-WISE Virtual Survey System - The I-Universe, Sisco winterschool, Obergurgle, 2005
- Het informatie heelal, Oratie RijksUniversiteit Groningen, 2008
- God is an eJ - not a DJ or a VJ at the Noorderzon performing arts festival, 2011
- From the Sun to the Sun - 3D Full Dome movie with Mirage3D, 2014
- Intertwine, Aurora, live at Eurosonic Showcase Music festival with Mirage3D, 2015
- Rone live at Eurosonic Showcase Music festival in DOTliveplanetarium, 2018
- Somnium with Jacco Gardner- live at Eurosonic Showcase Music festival, 2019
- Somnium with Jacco Gardner- live at DOTliveplanetarium, May 2019
- Light on Dark matter - live Full Dome Show, DOTliveplanetarium, 2019-2023
- Powers of Two - trailer with Studio Frontaal, 2020
- Machine learning: causality lost in translation, Datascience Unina, Napoli, 2021
- The Information Universe channel- YouTube, 2018, 2020, 2022
- Retrogade with Pieter de Graaf - Full Dome music show live at DOTliveplanetarium, live at Eurosonic Showcase Music festival and May 2023
- A collection of broken ideas- with Thomas Azier  Full Dome music show live at DOTliveplanetarium,  12 sept 2024
- Constellations LEMNIS  Full Dome  a capella music show live at DOTliveplanetarium, 8 nov  2024